# Wanfabozi

Wanfabozi (万发拨子遗址) est un site archéologique situé à Tonghua dans la province du Jilin dans le nord-est de la Chine. Les objets découverts appartiennent à différentes époques allant du néolithique jusqu'à la dynastie Ming (1368-1644). Ce site a une grande importance pour la compréhension de la culture funéraire en Chine.
Ce site est inscrit dans la liste des monuments de la république populaire de Chine (5-28) depuis 2001. 